# Saori
Saori (沙織 (美少女たちの館)?, Saori - Bishōjo-tachi no Yakata) è un videogioco erotico pubblicato nel 1991 da FairyTale per PC-88 e Sharp X68000.
I contenuti controversi del gioco portarono all'arresto dei produttori del gioco e alla fondazione dell'Ethics Organization of Computer Software.

## Trama
La protagonista è Saori, una ragazza giapponese rapita da due uomini mascherati. Durante il gioco Saori sarà protagonista di diversi giochi erotici che includono anche l'incesto e la tortura.